# Robert W. Hemphill

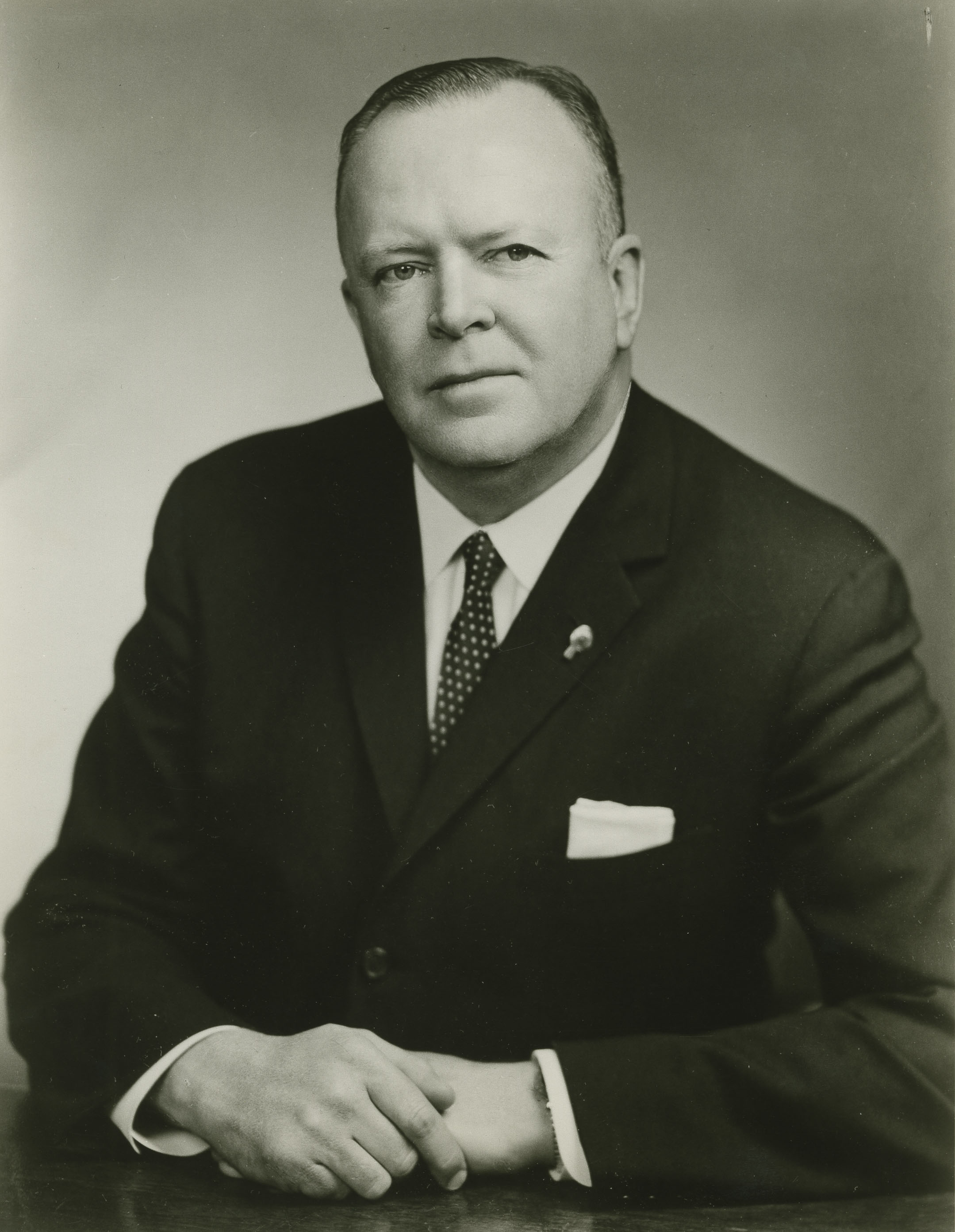
Robert W. Hemphill

Robert Witherspoon Hemphill (* 10. Mai 1915 in Chester,  Chester County, South Carolina; † 25. Dezember 1983 ebenda) war ein US-amerikanischer Politiker. Zwischen 1957 und 1964 vertrat er den Bundesstaat South Carolina im US-Repräsentantenhaus.

## Werdegang
Robert Hemphill entstammte einer bekannten Politikerfamilie. Er war ein Großneffe von William H. Brawley (1841–1916), der zwischen 1891 und 1891 ebenfalls für South Carolina im Kongress saß. Außerdem war er ein Urgroßneffe von John Hemphill (1803–1862), der von 1859 bis 1861 den Staat Texas im US-Senat vertrat. Robert Hemphills Großonkel John J. Hemphill (1849–1912) war zwischen 1883 und 1893 auch Kongressabgeordneter und sein Ur-Urgroßvater Robert Witherspoon (1767–1837) gehörte zwischen 1809 und 1811 ebenfalls für South Carolina dem Kongress an.
Hemphill besuchte die öffentlichen Schulen seiner Heimat und danach bis 1936 die University of South Carolina. Nach einem anschließenden Jurastudium an der gleichen Universität und seiner im Jahr 1938 erfolgten Zulassung als Rechtsanwalt begann er in Chester in seinem neuen Beruf zu arbeiten. Während des Zweiten Weltkrieges war Hemphill zwischen 1941 und 1945 Bomberpilot des Fliegerkorps der US Army, aus dem nach dem Krieg die US Air Force entstand. Politisch war er Mitglied der Demokratischen Partei. In den Jahren 1946 und 1947 führte er im Chester County deren Vorsitz. Von 1947 bis 1948 war Hemphill Abgeordneter im Repräsentantenhaus von South Carolina; zwischen 1951 und 1956 arbeitete er als Staatsanwalt im sechsten Gerichtsbezirk von South Carolina.
1956 wurde er im fünften Wahlbezirk von South Carolina in das US-Repräsentantenhaus in Washington, D.C. gewählt, wo er am 3. Januar 1957 die Nachfolge von James P. Richards antrat. Nach drei Wiederwahlen konnte er bis zu seinem Rücktritt am 1. Mai 1964 im Kongress verbleiben. Diese Zeit war vom Kalten Krieg und der Kubakrise bestimmt. Damals erlebte auch die Bürgerrechtsbewegung ihren Höhepunkt und der Vietnamkrieg nahm seinen Anfang. Im Jahr 1961 wurde im Kongress der 23. Verfassungszusatz verabschiedet, der den Bewohnern der Bundeshauptstadt Washington die Teilnahme an den Präsidentschaftswahlen ermöglichte.
Im Jahr 1959 war Hemphill Delegierter auf einer NATO-Konferenz in London. Nachdem er zum Richter am Bundesbezirksgericht für den Distrikt South Carolina ernannt worden war, legte er sein Abgeordnetenmandat am 1. Mai 1964 nieder. Dieses Amt übte er bis 1980 aus. Er starb am 25. Dezember 1983 in seinem Heimatort Chester.